# Mainpuri
Mainpuri è una suddivisione dell'India, classificata come municipal board, di 89.535 abitanti, capoluogo del distretto di Mainpuri, nello stato federato dell'Uttar Pradesh. In base al numero di abitanti la città rientra nella classe II (da 50.000 a 99.999 persone).

## Geografia fisica
La città è situata a 27° 13' 60 N e 79° 1' 0 E e ha un'altitudine di 152 m s.l.m..

## Società

### Evoluzione demografica
Al censimento del 2001 la popolazione di Mainpuri assommava a 89.535 persone, delle quali 47.324 maschi e 12.992 femmine. I bambini di età inferiore o uguale ai sei anni assommavano a 12.992, dei quali 7.009 maschi e 5.983 femmine. Infine, coloro che erano in grado di saper almeno leggere e scrivere erano 62.091, dei quali 34.899 maschi e 27.192 femmine.